# Козьмодемьяновка (Амурская область)
Козьмодемья́новка — село в Тамбовском районе Амурской области России. Административный центр Козьмодемьяновского сельсовета.

## География
Село расположено на левом берегу реки Гильчин (левый приток Амура) в 14 км востоку от села Тамбовка и в 52 км к восток-юго-востоку от Благовещенска.
На реке у села построена плотина Гильчинского водохранилища. По плотине проходит подъездная дорога к селу от автодороги Тамбовка — Екатеринославка.

## История
Село основано в 1887 году. До 1891 г. называлось Кутейниково по фамилии помещика, которому принадлежали крестьяне, основавшие село.
Современное название дано в честь Святых Козьмы и Дамиана, так как село основано в канун религиозного праздника.

## Население
| 2002  | 2010  | 2012  | 2013  | 2014  | 2015  | 2016  |
| ----- | ----- | ----- | ----- | ----- | ----- | ----- |
| 1760  | ↘1567 | ↗1572 | ↘1535 | ↘1533 | ↘1529 | ↘1523 |
| 2017  | 2018  | 2021  |       |       |       |       |
| ↘1505 | ↘1482 | ↘1449 |       |       |       |       |

По данным переписи 1926 года по Дальневосточному краю, в населённом пункте числилось 405 хозяйств и 2722 жителей (1352 мужчины и 1370 женщин), из которых преобладающая национальность — украинцы (208 хозяйств).

## Известные односельчане
- Волошин, Артур Владимирович (1973—1995) — Герой Российской Федерации (посмертно), участник Первой чеченской войны.
- Деревянко, Анатолий Пантелеевич (род. 1943 г.) — археолог, доктор исторических наук, академик, Лауреат Государственных премий Российской Федерации.
- Лавриченко Геннадий Петрович (род. 1939 г.) — заслуженный агроном Российской Федерации, кандидат сельскохозяйственных наук.